# Palafit

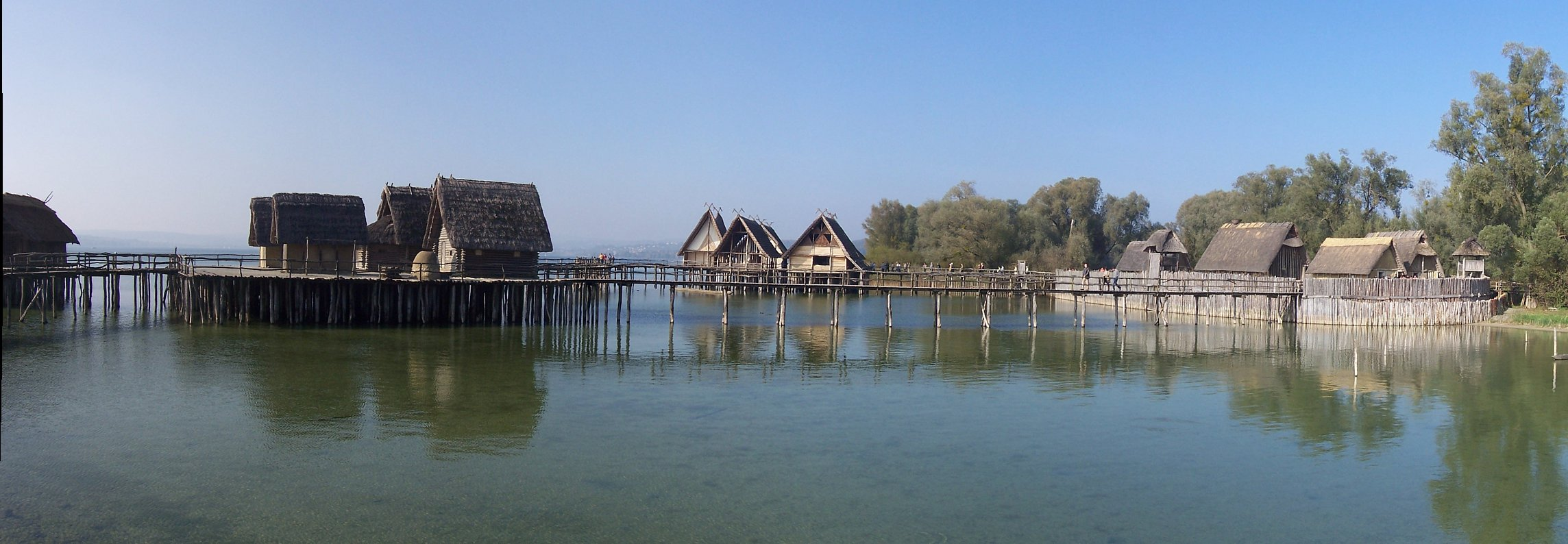
Palafity w Unteruhldingen

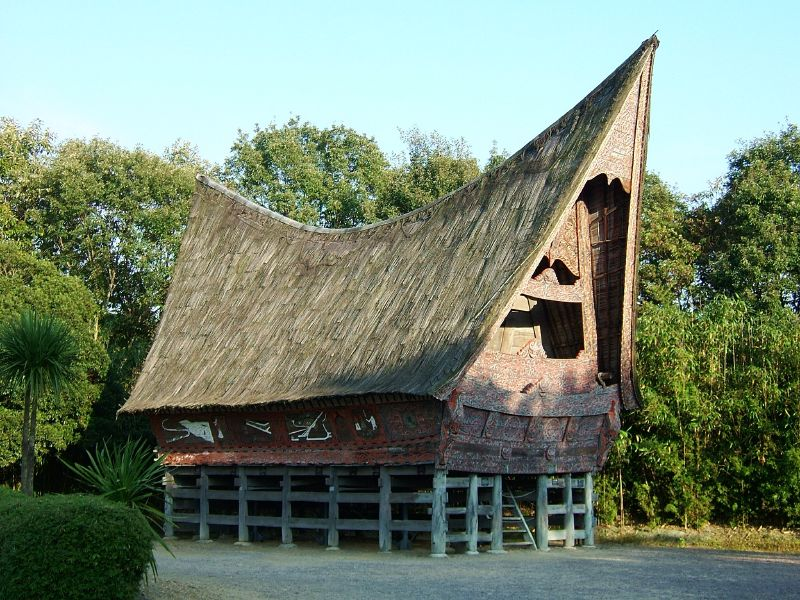
Tradycyjny palafit Bataków

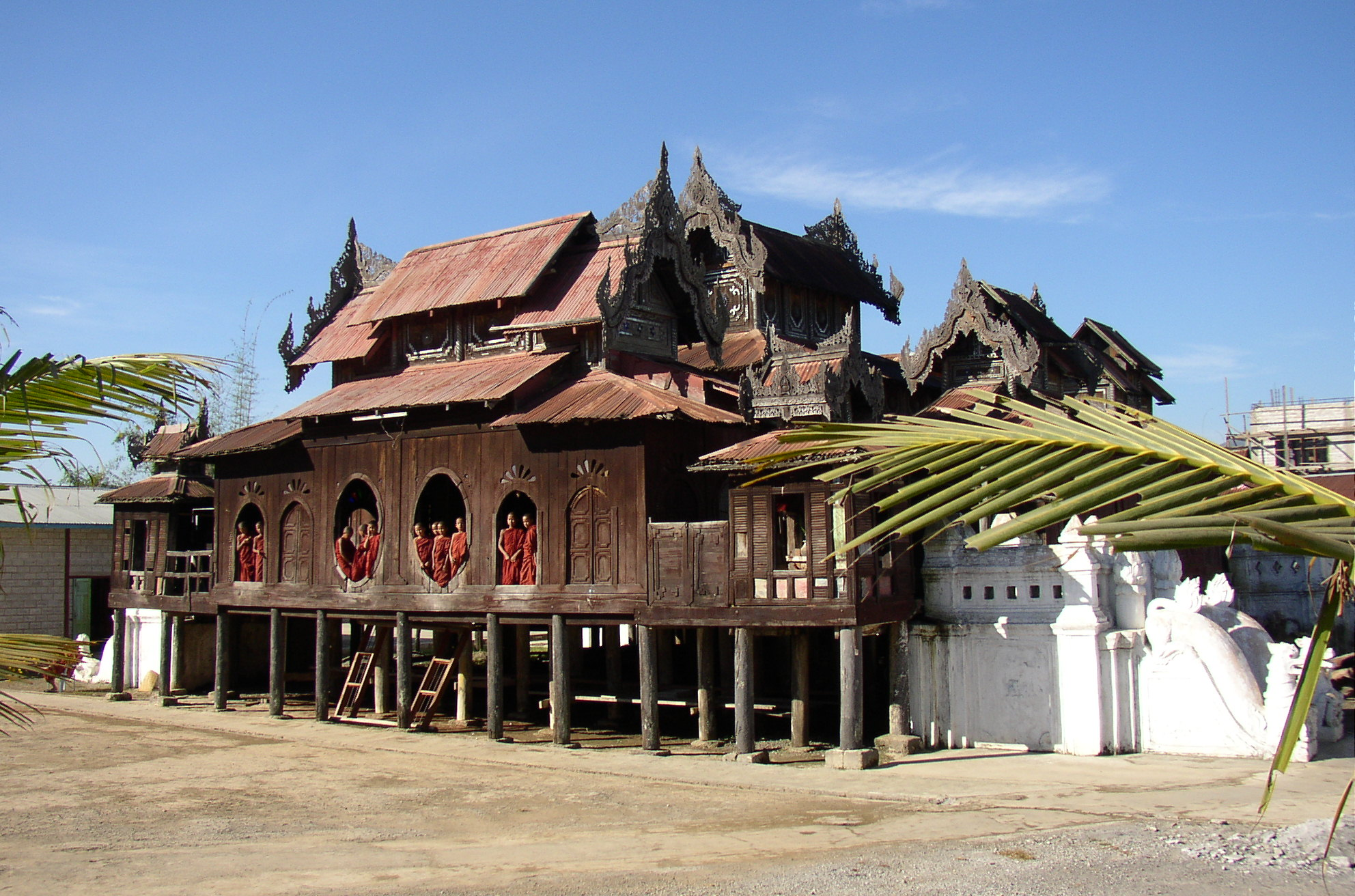
Buddyjski klasztor Shwe-Yan-Pyay w Birmie

Palafit – budynek lub osada wzniesiona na platformach opartych na palach.
Palafity stanowią popularny sposób konstrukcji domostw na terenach okresowo narażonych na zalanie podczas obfitych opadów w porze deszczowej, np. w Azji Południowo-Wschodniej. Taki sposób budowy chroni również mieszkańców i spiżarnie przed gadami i gryzoniami. Palafity wykazują ogromną różnorodność, jeżeli chodzi o konstrukcję, od prostych chatek krytych strzechą z liści palmowych, po okazałe, masywne domostwa o skomplikowanej strukturze i wymyślnych zdobieniach. Odrębne style takiego budownictwa wykształciły między innymi indonezyjskie plemiona Bataków, Toradżów czy Minangkabau
W buddyjskich krajach Azji Południowo-Wschodniej konstrukcja taka często bywa wykorzystywana w budownictwie świątynnym, w celu zabezpieczenia przed owadami cennych manuskryptów pisanych na liściach palmowych. Zazwyczaj w kompleksie klasztornym tylko budynek biblioteki budowany jest w postaci palafitu stojącego na środku sadzawki.
Palafity stosowano także w Europie, w celach obronnych budując całe wsie na palach na jeziorach lub wśród bagien. Taki sposób budowania typowy był np. dla dawnych Prusów.
Znaną osadą palafitową na terenach polskich jest Biskupin. Również w pobliżu osady Wielgrób, przy wschodnim brzegu jeziora Łąkorz tuż obok kanału prowadzącego do jeziora Partęczyny Wielkie, znajdują się relikty nawodnej osady palowej z XIV wieku.